# Cleora apista
Cleora apista là một loài bướm đêm trong họ Geometridae.